# Руцево (Вармінсько-Мазурське воєводство)
Руцево (пол. Rucewo) — село в Польщі, у гміні Залево Ілавського повіту Вармінсько-Мазурського воєводства.
Населення — 36 осіб (2011).
У 1975-1998 роках село належало до Ольштинського воєводства.

## Демографія
Демографічна структура станом на 31 березня 2011 року:
|          | Загалом | Допрацездатний вік | Працездатний вік | Постпрацездатний вік |
| -------- | ------- | ------------------ | ---------------- | -------------------- |
| Чоловіки | 15      | 4                  | 7                | 4                    |
| Жінки    | 21      | 3                  | 13               | 5                    |
| Разом    | 36      | 7                  | 20               | 9                    |